# منظمة القديس فينسنت دي بول

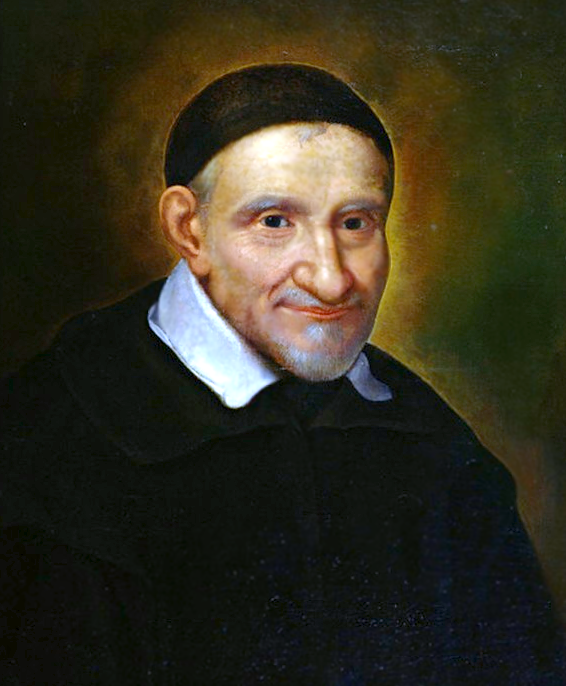

جمعية سانت فينسنت دي بول هي منظمة تطوعية عالمية في الكنيسة الكاثوليكية، تأسست عام 1844 مكرِّسَة أعضاؤها لخدمة الفقراء. وقد سميت تيمنًا بالقس فنسنت دي بول.
تأسست. 23 أبريل 1833 قبل 187 سنة
المؤسس. القديس فريدرك أوزنام مسيو ايمانويل بيلي.
الهدف تطهير الأعضاء من خلال الخدمة الشخصية للفقراء.
المنطقة المخدومة  153 دولة.
الأعضاء. يصل إلى 800.000 عضو

القائد الأعلى الأب. بريتن سانون.
الموقع. http://www.ssvpglobal.org/
العديد من الابريشيات الكاثوليكية كانت قد أسست «مؤتمرات» ينتمي معظمها إلى مجلس أبرشي. من بين جهودها العديدة لتوفير المواد اللازمة لمساعدة الفقراء أو المحتاجين، الجمعية امتلكت أيضاً متجر للحاجات المستعملة والذي بدوره يبيع بضائع تم التبرع بها بأسعار زهيدة ويتبرعون بالعائدات للفقراء.
هناك العديد من البرامج التوعوية التي ترعاها المؤتمرات الممولة والمعاهد. والتي
تلبي الاحتياجات المحلية للخدمات الاجتماعية.

## فرنسا
جمعية (St.Vincent) تأسست عام 1833 لمساعدة المعسوريم الذين يعيشون في شوارع وأحياء باريس، فرنسا.
الشخصية الرئيسة وراء تأسيس هذا المجتمع هو القديس فرديريك روزانام، محامي فرنسي، كاتب وبروفيسور في جامعة سوربون.. فريدريك تعاون مع إيمانويل بايلي، لإنقاذ مؤسسة طالب التي تم تعليقها خلال الحركة الثورية في يوليو 1830. روزانام كان عمره 20 عام عندما أسس الجمعية، كان قد تم تقديسه من قبل لويس الثاني في عام 1997. إيمانويل بايلي كان تم اختياره ليكون أول رئيس.
الجمعية اتخذت القديس فينسنت دي بول كراعٍ لما تحت تأثير الأخت روزالي ريندو، الأخت روزالي، طُهّرت في نوفمبر عام 1999 من قبل بوليس الثاني، الذي كان بدوره عضو في الجمعية الخيرية التابعة للقديس فينسنت، فيما قبل عُرفَت لأعمالها مع أشخاص في أحياء باريس. قادت فريدريك وشركاءه في توجههم لمساعدة المحتاجين.
SVP (اختصار لاسم الجمعية) شيئا فشيئاً توسعت خارج باريس في أواسط القرن التاسع عشر وتقلت التبرعات في أماكن عدة مثل Tour حيث يوجد شخصيات مهمة مثل المبجّل ليو ديبونت، المعروف بـ (الرجل القديس لمدينة Tours) والذي أصبح أحد المتعاونين.
الجمعية جزء من العائلة الفينسينية والتي تتضمن طائفتين تأسستا من قبل القديس فنسنت دي بول طائفة اللعازاريّون مع الكهنة الفنسانيه وجمعية القسسة الفنسنانيون والأخوة وسيدات المحبة، جنبا إلى جنب مع راهبات المحبة في التقليد الستوني والعديد من الاخريات، ويتضمن بعض المجموعات الدينية الذين هم جزء من الاتحاد الأنجليكاني مثل شركة القديسين اللعازاريّون.

## إنجلترا & ويلز
خادم الرب القديس اغناطيوس سبنسر من لندن، جاء ليتعرف على الجمعية في إحدى زياراته لباريس. الباريسي مسيو بودون، والذي تولى رئاسة الجمعية SVDPفي عام 1847، زار لندن في عام 1842 واقتنع سبنسر ليكتب له عن الجمعية في المجلة الكاثوليكية. وبعد ذلك في يناير 1844م، باغليانو، صاحب مطعم في لندن ومنتسب حديث للكاثوليكية، جمّع 13 كاثوليكي وقد أقام أول مؤتمر إنجليزي لجمعية SVP. مبادرة سابقة تضمنت تشكيل لواء الحذاء الأسود الكاثوليكي لتوفير الوظائف المربحة للأطفال والبيت الأول لـ "جمعية الإنقاذ تحت العديد من الأسماء التي توفر للأطفال اللرعاية في العديد من الأبرشيات.
في عام 2013 كان هناك أكثر من 10.000 عضو في أكثر من 1.000 مقر في المملكة المتحدة مسجّلة أكثر من 500.000 زيارة مسجلة سنويا لأكثر من 100.000 شخص.
الولايات المتحدة
أول مقر للجمعية في الولايات المتحدة كان عام 1845 في سانت لويس مينووي، في بازيليك القديس لوي أو «الكاتدرائية القديمة»
القديس جون تيسون، كان قد تعرف أكثر على الجمعية أثناء زيارته مع رؤسائه الفنسيون في باريس. من دوبلين، إيرلندا أحضر القديس لويس نسخ من قواعد SVP، في نوفمبر عام 1845 الأسقف بيتر ريتشارد كينر كرّس كنيسة فنسنت دي بول الجديدة في جنوب الشارع الثامن وقام بدعوة تيمون ليلقي عظة. تيمون ناقش مع الجمعية من خلال خطبته في حضور بارز لعلماني والذي احتضن الفكرة وأقام اجتماع تنظيمي في الـ 25 من نوفمبر عام 1845. المؤتمر تضمن الدكتور. موسى لنتون، المؤسس لصحيفة القديس لويس الطبية والجراحية، وبما أن براين مولانفي محامي والذي على شرفة ان يصبح عمدة سينت لويس أسقف كينوك، أشار للقديس أمبروزي هيم المستشار الروحي للمؤتمر.

## أستراليا
جيرالد مارد ولد في لندن عام 1806 وتم تجنيده في مهمة مبلورن من قبل الأب الرائد، الأسقف فيما بعد، باتريك جيوجيجان. كان" واردward “على دراية بالجمعية من لندن، وبعد إطلاعه على محنة الفقراء بعد ارتفاع الذهب الفكتوري، أسس الجمعية في أستراليا عام 1845. "وارد ward " خدم بصفته أول رئيس لها وساعد في تأسيس دار أيتام SVP في جنوب ميلبورن.
نيوزيلاند
القديس ستاتيز، أسس أول مقر في نيوزيلاند في يوليو عام 1867، لكن لم يضم المجلس العام في باريس. أول من تم ضمه هو مؤتمر «ويلنغتون» المؤسس عام 1908. من قبل القديسPetitjean ، SM , وتشارلز أونيل، تبعه مؤتمرات عدّة خارج ويلنغتون.

## سكوتلندا
تشارلز أونيل ولد في «جلاس جو» عام 1828، تخرجت كعضو من مؤسسة الهندسة المدنية، بعد التخرج انضم إلى جمعية القديس فينسنت دي بول، كان سكرتير في دمبارتون عام 1851، قاد جمعية القديس فينسنت دي بول في المقاطعة الغربية من سكوتلاند بين عام 1859 وعام 1863. في عام 1863 كان رئيس المجلس الأعلى بجلاسكو وعضواً في المجلس العام في باريس.

## الهند
SVP أصبحت في مومباي عام 1862، عندما تأسس مؤتمر سيدة الأمل في الكاتدرائية من قبل الأسقف المستقبلي الأب ليو مورين ومع إغلاق الكتدرائية عام 1942 تم نقل المؤتمر إلى كنيسة سيدة الصحة، كاتيل. مورين التي أيضا أسست مقر في سينت تيريز جرجوم عام 1862. وأربعة أخرى في مومباي عام 1863.
القديس بطرس، باندرا/ القديس يوسف، أومارخادي. سيدة النصر، مهيم، والقديسة حنة مزاجون.
الجمعية نشطة في جنوب الهند، ومقرها ولاية كيرالا.

## اليوم
أعضاء الجمعية قرابة الـ 800.000 عضو في 140 دولة حول العالم، والذي أعضائه يديرونه عبر المؤتمرات. المؤتمر يمكن أن يعقد في كنيسة أو مدرسة أو مركز مجتمعي، أو مستشفى أو ما إلى ذلك. ويتألف من متطوعين كاثوليكين يسعون لنمو المسيحية في سبيل خدمة الفقراء. توجد بعض المؤتمرات من غير انتماءها لأي مجلس محلي، وبالتالي لا يتم احتسابها في الاحصائيات.
قد ينضم غير الكاثوليك ويخدم المجتمع بغض النظر عن المعتقدات الشخصية.

## إيرلاندا
جمعية القديس فنسنت تم تأسيسها في دوبلن في السادس عشر من ديسمبر عام 1844، واليوم تعتبر من أضخم المنظمات التطوعية الخيرية في إيرلندا، لتكون أفضل منظمة مدعومة ومعروفة في إيرلندا لاهتمامها الاجتماعي والعملي. تضم أكثر من 11.500 متطوع فعالين في كل منطقة في إيرلندا. عبر التاريخ ساعدت الناس المحتاجة في المجاعات والحروب الأهلية، وحروب الاستقلال، في الحربين العالميتين، والعديد من أزمات الركود الاقتصادي.

## أستراليا
في أستراليا «فيني» الاعداد تقارب الـ 58.000 التي تعمل من ضمن المؤتمرات، أعمال خاصة، والمتاجر في فيني، ليساعدوا أكثر من 2.200.000 شخص في أستراليا كل سنة.
عام 2018، تم اختيار جمعية فنسنت دي بول في كوينزلاند كواحدة من عظماء كوينزلاند من قبل رئيسة وزارء كوينزلاند أنستاسيا بالشتشوك في حفل أقيم في معرض كوينزلاند في 8 يونيو 2018.

## نيوزلاند
في نيوزيلاند، SVP تدير أكثر من 50 متجر في 23 منطقة ليخدموا كمراكز للخدمات الاجتماعية يتضمن بنوك وعربات للطعام. معظم المدارس الكاثوليكية لديهم شباب فينيز يساعدون في جمع التبرعات والتدريب للتعامل مباشرة مع الفقراء.
العمل متنوع، يتبع الشعار الفيني: «العمل الخيري ليس غريب على الجمعية»

## الولايات المتحدة
المقر العالمي في سينت لويس، العضوية في الولايات المتحدة تجاوزت الـ 97.000 في عام 2015 في 4.400 مجتمع.
النفقات التي تم صرفها على الفقراء كانت 473.821.563 دولار، البرنامج يتضمن زيارات المنازل، السجون، المستشفيات، والمساعدة في السكن، الإغاثة من الكوارث والتدريب الوظيفي والتوظيف، ومخازن الطعام، وايصال الطعام، أو الملابس، وتكاليف النقل والمرافقة، ورعاية المسنين والأدوية.
يتم زيادة الإيرادات من خلال شبكة كبيرة من متاجر المواد المستعملة.
واحدة من الشركات العاملة هي «مؤسسة أورورا جلاس» التي تعيد تدوير قطع الزجاج وتحويله إلى قطع زجاج مزخرفة للبيع.

## موناكو
أول مؤتمر لجمعية فينسنت في موناكو كان عام 1876، مؤتمر الفكر الطاهر لمدينة موناكو الذي توجد لوحته التذكارية في ساحة الزيارة.
من بين الأمور الأخرى الفضل يعود للسيد ثيوريت البروتوني الرسولي في موناكو والسيد غاستالدي، عمدة موناكو، تم تعيين السيد ثيوريت أول رئيس شرف، نائب رئيس الشرف هو ماركيز دي لاريغا، أول شامبلان للأمير اليساري.
كان أول رئيس نشط هو الملازم بلاتي، كان الأمير تشارلز الثالث من أوائل المتبرعين، في ذلك الوقت كان مؤتمر الفكر الطاهر ملحقاً بالمجلس الخاص لمؤتمرات نيس.
تقع جمعية فينسنت في موناكو، شارع غريمالدي 23 في حي كوندامين.

## المتاجر الخيرية لجمعية فنسنت
تدير جمعية فنسنت متاجر خيرية في العديد من البلدان بما في ذلك أستراليا ونيوزلندا الولايات المتحدة وإيرلندا وكندا، كما يتضح من المواقع الإلكترونية للبعض في الولايات:
منطقة سانت لويس التي تضم 9 متاجر، منطقة سينسناتي 7، أوماها 3، دايتون 2، دي موين 2، فلوريدا 35، كاليفورنيا 26، بنسلفانيا 24، ولاية غرب أوريغون 15، جورجيا 12، أريزونا 10، وإيداهو.
تباع القطع من الملابس والسيارات بسعر زهيد، وغالباً ما يتم نقلها من المنزل بالنسبة للأشياء الكبيرة . يتم توزيع الأموال والعديد من القطع التي تم التبرع بها أكثر من مره، يتم التبرع بها إلى الفقراء.